# TMS Entertainment
TMS Entertainment (トムス エンタテインメント,?, Tomusu Entāteinmento), precedentemente Tokyo Movie Shinsha (東京ムービー新社,?, Tōkyō Mūbī Shinsha) e Tokyo Movie (東京ムービー,?, Tōkyō Mūbī), è uno studio di animazione giapponese.
Fondata a Tokyo nel 1964 come Tokyo Movie, è stata tra i principali studi di animazione per decenni creando e producendo moltissime serie. Tra queste è il caso di citare Lupin III, Lady Oscar, Jenny la tennista, Occhi di gatto, Hamtaro, Bakugan, Sonic X e la seconda serie di Rocky Joe; ha anche realizzato le animazioni in particolare per diverse serie co-prodotte con case di altri paesi come la DiC Entertainment (L'ispettore Gadget, Iridella e il ladro di stelle, Denny, Isidoro, The Real Ghostbusters) e in Francia (Ulysse 31), la Rai in Italia (Il fiuto di Sherlock Holmes, Reporter Blues e I ragazzi del Mundial), la Sunbow, la Marvel Entertainment e la Disney negli Stati Uniti (Transformers, Spider-Man,  DuckTales - Avventure di paperi, Le nuove avventure di Winnie the Pooh, I Gummi) e anche la Warner Bros. (Batman, I favolosi Tiny, Animaniacs, Superman).
Nel 1995 si è fusa per incorporazione con la Kyokuichi, dando vita alla TMS Entertainment Ltd., società del gruppo SEGA Sammy, che oltre agli anime produce videogiochi e realizza e gestisce parchi divertimenti. L'azienda conta 204 dipendenti ed ha una sussidiaria chiamata Telecom Animation Film con cui si gestisce le produzioni. Tra le serie prodotte dopo la fusione ci sono Detective Conan, Monster Rancher, Project Arms, D.Gray-man, Saint Seiya: The Lost Canvas, All Out!!, Dr. Stone, Rent a Girlfriend e Don't Toy with Me, Miss Nagatoro.

## Produzioni

### Serie TV

#### Anni 1960
- Big X (agosto-ottobre 1964)
- Obake no Q-tarō (1965–1967)
- Pāman (1967–1968)
- Tommy la stella dei Giants (prima serie, marzo 1968-1971)
- Carletto il principe dei mostri I (aprile 1968-1969)
- Umeboshi Denka (1º aprile - 23 settembre 1969)
- Roppō Yabure-kun (28 aprile - 26 settembre 1969)
- Moomin (ottobre 1969-1970)
- Mimì e la nazionale di pallavolo (dicembre 1969-1971)

#### Anni 1970
- Chingō Muchabe (prodotto nel 1967 ma trasmesso solo nel febbraio-marzo 1971)
- Shin Obake no Q-Tarō (1º settembre 1971 - dicembre 1972)
- Tensai Bakabon (originale) (25 settembre 1971 - giugno 1972)
- Le avventure di Lupin III (ottobre 1971 - marzo 1972)
- Akado Suzunosuke (aprile 1972-1973)
- Dokonjō Gaeru (originale) (ottobre 1972 - 1974)
- Jungle Kurobe (marzo - settembre 1973)
- Doraemon (aprile - settembre 1973)
- Sam il ragazzo del West (aprile 1973 - 27 marzo 1974)
- Karate baka ichidai (3 ottobre 1973 - 25 settembre 1974)
- Jenny la tennista (originale) (5 ottobre 1973 - 29 marzo 1974)
- Samurai Giants (7 ottobre 1973 - 15 settembre 1974)
- Judo Sanka (aprile 1974 - 30 settembre 1974)
- Giatrus, il primo uomo (ottobre 1974-1976)
- Topolino in... Gamba (aprile-settembre 1975)
- Ganso Tensai Bakabon (ottobre 1975-1977)
- Hana no Kakarichō (1976–1977)
- Tommy la stella dei Giants (seconda serie, 1º ottobre 1977 - settembre 1978)
- Remi - Le sue avventure (dal romanzo francese Senza famiglia) (2 ottobre 1977 - 1º ottobre 1978)
- Le nuove avventure di Lupin III (3 ottobre 1977–1980)
- L'isola del tesoro (8 ottobre 1978 - aprile 1979)
- Shin Ace o Nerae! (14 ottobre 1978 - marzo 1979)
- Tommy la stella dei Giants (tersa serie, marzo - settembre 1979)
- Lady Oscar (ottobre 1979-1980)

#### Anni 1980
- Moby Dick 5 (aprile - settembre 1980)
- Super Robot 28 (3 ottobre 1980 - settembre 1981)
- Rocky Joe 2 (13 ottobre 1980 - agosto 1981)
- Hello! Spank (marzo 1981 - maggio 1982)
- Shin Dokonjō Gaeru (settembre 1981 - marzo 1982)
- Acrobunch (co-produzione con Kokusai Eigasha)
- Ulysse 31 (co-produzione franco-giapponese con DiC) (Francia: settembre 1981; USA: 1986; Giappone: febbraio 1988)
- God Mars (2 ottobre 1981 - 24 dicembre 1982)
- Jarinko Chie (3 ottobre 1981–1983)
- Donde Monpe (giugno 1982 - aprile 1983)
- Ninjaman Ippei (4 ottobre 1982 - dicembre 1982)
- Space Cobra (7 ottobre 1982 - maggio 1983)
- Superkid (1983-1985) (con Shin-Ei Animation)
- Georgie (aprile 1983 - febbraio 1984)
- Chō Jikū Seiki Orguss (3 luglio 1983 - aprile 1984)
- Occhi di gatto (11 luglio 1983 - luglio 1985)
- Lupin, l'incorreggibile Lupin (marzo 1984 - dicembre 1985)
- God Mazinger (aprile - settembre 1984)
- Il fiuto di Sherlock Holmes (novembre 1984 - maggio 1985)
- Psammed, il folletto della sabbia (basato su Five Children and It di E. Nesbit) (1985–1986)
- Robotan (gennaio - settembre 1986)
- Honey Bee in Toycomland (Bug-tte Honey) (1986–1987)
- Soreike! Anpanman (3 ottobre 1988–oggi)

#### Anni 1990
- Una scuola per cambiare (gennaio - novembre 1991)
- Kinkyū Hasshin Saver Kids (creato dall'autore di Lupin III Monkey Punch) (febbraio o marzo 1991 - febbraio 1992)
- Ozanari Dungeon (settembre - dicembre 1991)
- Jarinko Chie: Chie-chan Funsenki (ottobre 1991 - ottobre 1992)
- Watashi to Watashi: Futari no Lottie (basato su Carlottina e Carlottina di Erich Kästner) (novembre 1991 - settembre 1992)
- Tetsujin 28 FX (aprile 1992 - 30 marzo 1993)
- Nello e Patrasche (ottobre 1992 - 27 marzo 1993)
- Red Baron (aprile 1994 - marzo 1995)
- Magic Knight Rayearth (2 serie) (ottobre 1994 - novembre 1995)
- Maps (1994-1995)
- Virtua Fighter (anime TV) (9 ottobre 1995 - giugno 1996)
- Kaitō Saint Tail (12 ottobre 1995 - settembre 1996)
- Detective Conan (8 gennaio 1996–in corso)
- B't X - Cavalieri alati (aprile-settembre 1996)
- Wankorobe (ottobre 1996-1997)
- Devillady (1998–1999)
- Monster Rancher (aprile 1999 - settembre 2000)
- Shūkan Storyland (14 ottobre 1999 - settembre 2001)
- Gozonji! Gekko Kamen-kun (17 ottobre 1999 - 26 marzo 2000)
- Karakurizōshi Ayatsuri Sakon (novembre 1999 - aprile 2000)

#### Anni 2000
- Hamtaro - Piccoli criceti, grandi avventure (luglio 2000-2006)
- Shin Megami Tensei: Devil Children (prima serie) (ottobre 2000 - novembre 2001)
- Project ARMS (aprile 2001 - marzo 2002)
- Il segreto della sabbia (con Telecom Animation Film, una divisione della TMS) (gennaio-giugno 2002)
- Tenshi na konamaiki (giugno 2002 - marzo 2003)
- Star of the Giants [Tokubetsu Hen]: Mōko Hanagata Mitsuru (ottobre 2002; tutti gli episodi)
- Sonic X (aprile 2003 - 28 marzo 2004)
- Takahashi Rumiko Gekijō (luglio-settembre 2003)
- Kousetsu Hyaku Monogatari (3 ottobre 2003 - 26 dicembre 2003)
- Takahashi Rumiko Gekijō: Ningyo no mori (4 ottobre - 20 dicembre 2003)
- PoPoLoCrois (seconda serie) (5 ottobre 2003 - 28 marzo 2004)
- I Love You, Baby (aprile-ottobre 2004)
- Monkey Punch Manga Katsudō Daishashin (Mankatsu) (luglio 2004 - giugno 2005)
- Gallery Fake (gennaio-settembre 2005)
- Buzzer Beater (febbraio-aprile 2005)
- Garasu no Kamen (aprile 2005-2006)
- The Snow Queen (maggio 2005 - febbraio 2006)
- Fighting Beauty Wulong (2005–2006)
- Il guardiano della foresta - Mushiking (2005–2006)
- Angel Heart (ottobre 2005 - settembre 2006)
- D.Gray-man (3 ottobre 2006 - 30 settembre 2008)
- Shijō saikyō no deshi Kenichi (ottobre 2006 - settembre 2007)
- Shizuku (ottobre 2006 - settembre 2007) - (7 ottobre 2007–oggi)
- Bakugan - Battle Brawlers (aprile 2007-marzo 2008) (con Japan Vistec)
- Emily della Luna Nuova (aprile-settembre 2007)
- Noramimi (2008)
- Itazura na Kiss (4 aprile - 25 settembre 2008)
- Fireball (aprile 2008- marzo 2008) (con Walt Disney Japan)
- Telepathy Shōjo Ran (lancio il 21 giugno 2008)
- Live-On: scegli la tua carta! (2008)
- Bakugan Battle Brawlers: New Vestronia (aprile 2009 - maggio 2010) (con Japan Vistec)
- Mamegoma (anime) (2009)
- Genji Monogatari Sennenki (2009)
- Saint Seiya: The Lost Canvas (2009)

#### Anni 2010
- Bakugan: Gundalian Invaders (maggio 2010 - gennaio 2011) (con Japan Vistec)
- Hime Chen! Otogi Chikku Idol Lilpri (2010)
- Cardfight!! Vanguard (2011 - oggi)
- Fireball Charming (aprile 2011- giugno 2011) (con Walt Disney Japan)
- Bakugan: Potenza Mechtanium (febbraio 2011 - gennaio 2012) (con Japan Vistec)
- Sengoku Otome: Momoiro Paradox (2011)
- Zetman (2012)
- Lupin the Third - La donna chiamata Fujiko Mine (2012)
- In realtà io sono... (2015)
- Lupin III - L'avventura italiana (2015)
- Bakuon!! (2016)
- Bananya (2016) (assistente alla produzione, con Gathering)
- Kamiwaza Wanda (2016)
- ReLIFE (2016-2018)
- Orange (2016)
- Trickster (2016)
- All Out!! (2016-2017) (co-produzione con Madhouse)
- Fireball Humorous (ottobre 2017 - dicembre 2017) (con Walt Disney Japan)
- Nana maru san batsu (2017)
- Lupin III - Ritorno alle origini (2018)
- Hachigatsu no Cinderella Nine (2019)
- Dr. Stone (2019)

#### Anni 2020
- Rent a Girlfriend (2020)
- Tower of God (2020)
- Fireball Gebäude Bäude (novembre 2020 - dicembre 2020) (con Walt Disney Japan)
- Don't Toy with Me, Miss Nagatoro (2021)
- Lupin III - Una storia senza fine (2021)
- Four Knights of the Apocalypse (2023)
- Blue Box (2024)
- Sakamoto Days (2025)

### Film cinematografici
- Panda! Go, Panda! (1972)
- Il circo sotto la pioggia (1973)
- Lupin III
  - La pietra della saggezza (1978)
  - Il castello di Cagliostro (1979)
  - La leggenda dell'oro di Babilonia (1985)
  - Le profezie di Nostradamus (1995)
  - Dead or Alive (1996)
- Jenny la tennista (settembre 1979)
- Ganbare!! Tabuchi-kun (novembre 1979)
- Ganbare!! Tabuchi-kun: Gekitō Pennant Race (maggio 1980)
- Makoto-chan (luglio 1980)
- Gabanbare!! Tabuchi-kun: Aa Tsuppari Jinsei (dicembre 1980)
- Jarinko Chie (aprile 1981)
- Manzai Taikōki (novembre 1981)
- Space Adventure Cobra (luglio 1982)
- Rokushin Gattai God Mars (dicembre 1982)
- Golgo 13 (1983)
- Bug-tte Honey: Megaromu Shojo Mai 4622 (1987)
- Akira (1988)
- Robotan and Onegai! Samia Don (parte di un'accoppiata di Anpanman) (marzo 1989)
- Annual Anpanman movies (1989–oggi)
- Little Nemo (Giappone: luglio 1989; Nordamerica: 1992)
- Oji-san Kaizō Kōza (1990)
- Ganba to Kawaun no Bōken (1991)
- Kaiketsu Zorori: "Mahō Tsukai no Deshi" e "Dai Kaizoku no Takara Sagashi" (parte di un'accoppiata di Anpanman) (1993)
- Film di Detective Conan (1997–in corso)
- Ken il guerriero - La leggenda (2006–2008)
  - Ken il guerriero - La leggenda di Hokuto (2006)
  - Ken il guerriero - La leggenda di Raoul (2007)
  - Ken il guerriero - La leggenda del vero salvatore (2008)
- Oshare Majo: Love and Berry (2007)

### Film per la televisione e speciali
- Bōchan (giugno 1980)
- Nijū-yon (24) no Hitomi (ottobre 1980)
- Sugata Sanshirō (1981)
- Son Goku: Silk Road o Tobu!! (1982)
- Film TV annuali di Lupin III (1989–oggi)
- Soreike! Anpanman
  - Minami no Umi o Sukae (1990)
  - Kieta Jam Oji-san (1993)
  - Keito no Shiro no Christmas (1995)
- Rayearth: Zokan go (1995)

### OAV
- 2001 Nights (1987)
- Jenny Jenny (1988-1989)
- God Mars: The Untold Legend (giugno 1988)
- Lupin III - La cospirazione dei Fuma (dicembre 1988)
- Le pene d'amore di Spank (marzo 1982)
- Tengai makyo: Jiraiya Oboro Hen (luglio 1990)
- (Office Lady) Kaizō Kōza (novembre 1990)
- Katsugeki Shōjo Tanteidan (dicembre 1990)
- Wizardry (febbraio 1991)
- Shizuka Narudon (aprile 1991)
- Ozanari Dungeon (settembre 1991)
- Soreike! Anpanman
  - Christmas Da! Minna Atsumare! (lanci annuali in occasione del Natale) (1992–oggi)
  - Otanjōbi Series (1995)
- Maps (1994)
- Rayearth - Il sogno di Emeraude (luglio 1997)
- B't X NEO (agosto 1997)
- La maschera di vetro (1998)
- Super Mobile Legend Dinagiga (1998)
- Aoyama Gōshō tanpenshū (1999)
- Karakuri no Kimi (2000)
- Lupin III - Il ritorno del mago (2002)
- Azusa, Otetsudai Shimasu! (2004)
- Hamtaro Premium 4 0VAS (2002–2004)
- Ken il guerriero - La leggenda (2007-2008)
  - Ken il guerriero - La leggenda di Julia (2007)
  - Ken il guerriero - La leggenda di Toki (2008)
- Lupin III - Green vs Red (aprile 2008)
- I Cavalieri dello zodiaco - The Lost Canvas (2009-2011)

### Produzioni straniere
La TMS ha anche lavorato a numerose popolari serie animate trasmesse in Paesi stranieri, soprattutto negli Stati Uniti d'America, che nonostante sono in collaborazione con il proprio studio giapponese, queste serie annoverano di maggiore successo in Italia.
- I rangers delle galassie
- Fievel - Il tesoro dell'isola di Manhattan
- Animaniacs (tra altre società)
- i Fluppys (1986)
- Batman (6 episodi)
- Batman Beyond: Return of the Joker (programma in diretta video; la serie TV è realizzata da Dong Yang Animation e Koko Enterprises)
- Bionic Six
- Cip & Ciop agenti speciali (stagione 1)
- Cybersix (co-produzione nippo-canadese della Telecom Animation Film)
- I Gummi (stagioni 1-5)
- Denny (in collaborazione con altre società)
- DuckTales - Avventure di paperi (un paio di episodi furono anche realizzati dalla Telecom Animation Film)
- Galaxy High
- Green Lantern: First Flight[4] (attraverso Telecom Animation Film[5])
- Heathcliff and the Catillac Cats (solo la stagione 1)
- L'ispettore Gadget (solo la stagione 1; il pilota fu animato da Telecom Animation Film e una manciata di episodi furono animati anche dalla Wang Film Productions/Cuckoo's Nest Studios)
- Justice League: Doom (attraverso Telecom Animation Film)[6]
- I Piccoli
- Mighty Orbots
- Le avventure di Sonic (sequenza di apertura e l'episodio "Super Robotnik")
- Le nuove avventure di Winnie the Pooh (stagione 1 e alcuni episodi nella stagione 2; altri episodi realizzati da Walt Disney Television Australia, Hanho Heung-Up e Wang Film Productions)
- Le nuove avventure di Zorro
- Nel covo dei pirati con Peter Pan (13 episodi; altri episodi furono realizzati da vari studi sud-coreani e dalla Wang Film Productions.)
- Mignolo e Prof. (Pinky and the Brain Christmas)
- Popples
- Iridella
- The Real Ghostbusters (solo alcuni episodi)
- Reporter Blues (serie italiana; trasmessa anche in Giappone, portando così alla sua classificazione come anime in alcune fonti)
- Soccer Fever (serie italiana)
- Spider-Man: The Animated Series (animata insieme a studi coreani)
- Superman: The Animated Series
- Sweet Sea
- Gargoyles - Il risveglio degli eroi
- Batman - Cavaliere della notte (episodi selezionati)
- I misteri di Silvestro e Titti (stagione 1)
- I favolosi Tiny (tra le altre società)
- Tiny Toon Adventures: Viva le vacanze (programma in diretta video del 1992)
- Transformers (G1) (solo un episodio, Call of the Primitives; altri episodi realizzati dallo studio giapponese Toei Animation e dallo studio sud-coreano AKOM)
- Ulysse 31
- Visionaries: Knights of the Magical Light
- I Wuzzles

### Altre opere
La TMS Entertainment ha anche lavorato ai seguenti anime come subappaltatrice:
- Air
- Assemble Insert
- Nijū mensō no musume (co-produzione con Telecom Animation Film e Bones)
- Ghost in the Shell: S.A.C. Solid State Society
- Iron Man (solo come produttore, animazione di Rainbow Animation Group e Koko Enterprises)
- Fantastic Four (solo come produttore, animazione di Wang Film Productions, Kennedy Cartoons, Koko Enterprises e Philippine Animation Studio, Inc.)
- Macross Frontier
- Princess Mononoke
- Romeo × Juliet
- La principessa cadavere
- Soul Eater
- Sword of the Stranger
- Sfondamento dei cieli Gurren Lagann
- La ragazza che saltava nel tempo
- T come Tigro... e tutti gli amici di Winnie the Pooh (con Telecom Animation Film)